# Снежный барс (титул)
«Сне́жный барс» — неофициальный титул (звание) у альпинистов. Точное название жетона, которым награждаются альпинисты, покорившие высшие вершины, расположенные на территории бывшего СССР — «Покоритель высочайших гор СССР».

## История

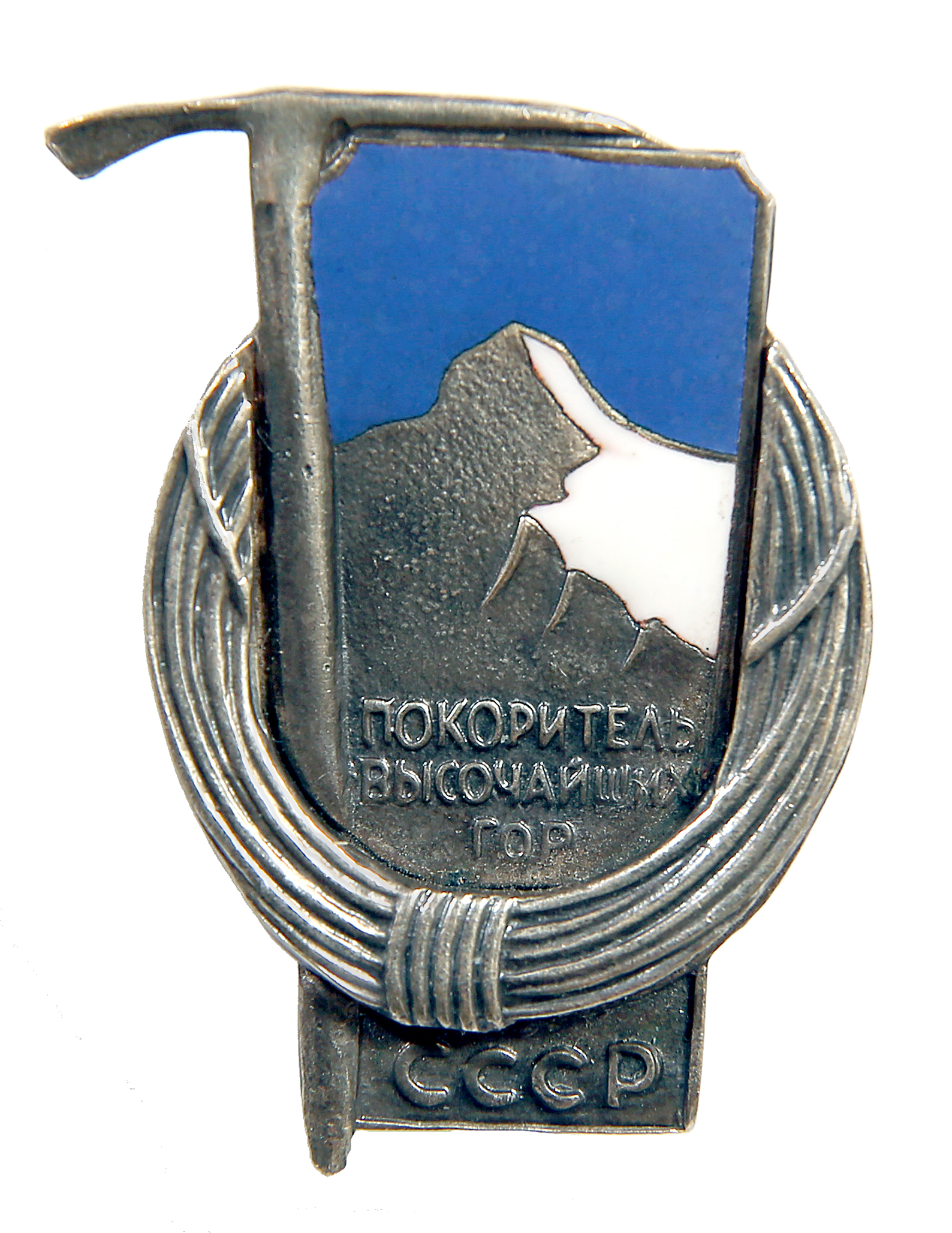
Значок «Покоритель высочайших гор СССР»

Бюро Центрального совета спортивных обществ и организаций СССР учредило звание и жетон 12 октября 1967 года (протокол № 13). Автором эскиза значка являлся заслуженный мастер спорта, заслуженный тренер СССР Иван Антонович. Жетон является номерным. Каждый номер жетона закреплён за восходителем на вершины в порядке поступления информации о совершённых восхождениях. Обладателем жетона № 1 стал Евгений Иванов.
Данный жетон пользуется уважением не только в новых независимых государствах, образовавшихся на территории СССР (СНГ), но и во многих зарубежных странах. Официальный список альпинистов, награждённых данным жетоном, включает многих зарубежных альпинистов.
Всего звание «Снежного барса» за восхождения в период 1961—2010 годов присвоено 567 альпинистам, включая 29 женщин.
В разные периоды времени жетоном награждались альпинисты, взошедшие на вершины:
с 1961 по 1984 — 4 семитысячника — пик Коммунизма, пик Победы, пик Ленина, пик Корженевской
с 1985 по 1989 — 4 семитысячника — пик Коммунизма, пик Хан-Тенгри, пик Ленина, пик Корженевской
С 1990 года и по настоящее время жетоном награждаются альпинисты за покорение всех пяти гор бывшего Советского Союза высотой свыше 7000 м (список приведён в порядке убывания сложности и опасности восхождения):
- 2 пика в горах Тянь-Шань
  - Пик Победы (7439 м)
  - Пик Хан-Тенгри (7010 м)
- 3 пика на Памире
  - Пик Исмоила Сомони (бывший пик Коммунизма, 7495 м)
  - Пик Ленина (с 2006 года пик Абу Али ибн Сины с таджикской стороны, 7134 м)
  - Пик Озоди (до 2020 года — пик Корженевской, 7105 м).

## Рекорды
- Борис Коршунов (Россия, Москва) стал 9-кратным «Снежным барсом» (1981—2004)[2], причём в сезоне 1999 года — дважды.
- Эльвира Насонова (Алушта, Крым) стала 3-кратным «Снежным барсом», единственная среди женщин[4].
- Борис Коршунов в последний раз выполнил норматив в возрасте 69 лет[2].
- Андрей Целищев (Усть-Каменогорск, Казахстан) в 22 года стал самым молодым «Снежным барсом» (1986)[2].
- Елена Мындрикова [Белецкая] (Ленинград), стала самой молодой девушкой, обладательницей звания «Снежный барс» в 24 года, поднявшись на 4 семитысячника, входивших в программу  «Покорители высочайших гор СССР»  (жетон №162, 1984 год)[2].
- Малик Исметов, Сергей Гутник, Валерий Хрищатый и Владимир Сувига (Алма-Ата, Казахстан) стали первыми «Снежными барсами» за один сезон (1991)[2].
- Анджей Баргель (Польша) — все 5 восхождений в 29 дней 17 часов 5 минут от выхода ABC 15 июля (лето 2016 года).
- Наталья Белянкина (Санкт-Петербург) стала самой молодой девушкой, поднявшейся на все 5 семитысячников в 27 лет (жетон № 691, 2022)[5].